# 怡和行
怡和行（英語：Ewo Hong）是指1783年由清朝富商伍秉鉴父伍國瑩創立的貿易行，是广州十三行之一。

## 歷史
1783年，伍秉鉴創立「怡和行」，是中國清代位於廣東廣州的外貿商行，广州十三行之一。
“十三行”是清前期廣州對外貿易中特有的商業利益集團，是官府招募的“身家殷實、居心誠篤”的商家，其數量並非限於13家，只是一個“因習俗特有的命名，用以區別於其他行口，並作為一個洋行商人行幫的統稱”。它們一方面負有對官府承保、繳納外洋船貨稅餉，以及傳達官府政令、代遞外商公文和管理洋船人員等義務；另一方面也享有外貿特權，洋商的貨物必須經由這些官府指定的代理商買賣。乾隆中葉以來廣州一口通商的格局，使“十三行”在外貿領域的壟斷地位愈發凸顯。
怡和行主營茶葉貿易，儘管當時歐洲各國對茶葉品質十分挑剔，但怡和行的功夫茶一直被東印度公司鑒定為最佳，標以高價出售。久而久之，凡是裝箱後蓋有伍家戳記的茶葉，在國際市場上就能賣得出高價。怡和行兼營的房產、店鋪、茶園等也多生意興隆。
1801年（嘉慶六年），伍秉鑑繼承父業，登上了中國對外貿易的前臺，在他的經營下，怡和行成為兩廣最成功的行商之一，取代同文行成為十三行領袖，並成為英國東印度公司最大的債權人。據伍家自己估計，至1834年（道光十四年），伍秉鑑積累的財產達2600萬銀元，相當於清廷近半年的財政收入，儼然是洋人眼中的“世界首富”。他在珠江南岸溪峽街的伍氏花園，堪與《紅樓夢》裡的大觀園媲美。
在當時“官本位”和“重農抑商”的社會氛圍中，“十三行”的行商雖然貴為官商，也得通過捐官確保社會地位，比如說伍秉鑑就捐過三品頂戴。由於行商們大多捐有官銜，因而所起商名多帶“官”字，既是尊稱，又表明他們有一官半職。伍國瑩和伍秉鑑的商名都叫“浩官”，以至於不少洋人將此當做他們的真名。
伍秉鑑對怡和行的經營如此成功，以至於1842年，已經成立10年之久的英商「渣甸洋行」，為借助怡和行的聲望，專門更名為怡和洋行。